# Ерік Окансі
Ерік Окансі (англ. Eric Ocansey, нар. 22 серпня 1997, Тема) — ганський футболіст, нападник вірменського клубу «Арарат-Вірменія». Виступав також за низку бельгійських клубів. Володар Суперкубка Вірменії.

## Ігрова кар'єра
Ерік Окансі народився 1997 року в місті Тема. Розпочав займатися футболом у катарській футбольній школі «Aspire Academy». У професійному футболі дебютував 2015 року виступами за бельгійську команду «Ейпен», в якій грав до 2019 року, взявши участь у 92 матчах чемпіонату, в яких відзначився 15 забитими голами.
У 2019 році ганський нападник перейшов до іншого бельгійського клубу «Кортрейк», у якому грав до 2022 року, після чого керівництво клубу віддало футболіста в оренду до команди «Васланд-Беверен». У 2022 році футболіст повернувся до «Кортрейка», проте в 2023 році його продали до іншого бельгійського клубу «Льєрс».
У 2024 році Ерік Окансі перейшов до складу вірменського клубу «Арарат-Вірменія». У складі команди футболіст у 2024 році став володарем Суперкубка Вірменії.

## Титули і досягнення
- Володар Суперкубка Вірменії (1):

«Арарат-Вірменія»: 2024